# Auburn (Iowa)
Auburn è un comune (city) degli Stati Uniti d'America della contea di Sac nello Stato dell'Iowa. La popolazione era di 322 persone al censimento del 2010.

## Geografia fisica
Auburn è situata a 42°15′03″N 94°52′38″W (42.250857, -94.877191).
Secondo lo United States Census Bureau, ha un'area totale di 0,50 miglia quadrate (1,29 km²).

## Storia
Auburn è stata pianificata nel 1888. Deve il suo nome alla città di Auburn nello Stato di New York.

## Società

### Evoluzione demografica
Secondo il censimento del 2010, c'erano 322 persone.

### Etnie e minoranze straniere
Secondo il censimento del 2010, la composizione etnica della città era formata dal 99,7% di bianchi e lo 0,3% di asiatici.